# Novas Xeracións
Novas Xeracións de Galicia (Noves Generacions de Galícia) és l'organització juvenil del Partit Popular de Galícia.
S'autodefineix com "de centre reformista amb vocació galleguista dins de la filosofia del humanisme cristià i dels valors de la llibertat i de la democràcia". Des de 2017, el seu president és Adrián Pardo i el seu secretari general és Iago Acuña.